# Lázaros Loizidis
Lázaros Loizidis –en griego, Λάζαρος Λοϊζίδης– (Taldykorgan, URSS, 16 de febrero de 1976) es un deportista griego que compitió en lucha libre. Ganó dos medallas de bronce en el Campeonato Europeo de Lucha, en los años 2004 y 2005.
Participó en dos Juegos Olímpicos de Verano, ocupando el sexto lugar en Atenas 2004 y el 20.º lugar en Atlanta 1996.

## Palmarés internacional
| Campeonato Europeo | Campeonato Europeo | Campeonato Europeo | Campeonato Europeo |
| Año                | Lugar              | Medalla            | Categoría          |
| ------------------ | ------------------ | ------------------ | ------------------ |
| 2004               | Ankara (Turquía)   | Medalla de bronce  | 84 kg              |
| 2005               | Varna (Bulgaria)   | Medalla de bronce  | 84 kg              |